# Фальке, Иоганнес
Иоганнес Фальке (нем. Johannes Falke, 10 апреля 1823, Ратцебург — 2 марта 1876, Дрезден) — немецкий историк и архивариус, заведовал главным государственным архивом в Дрездене.

## Биография
Иоганнес Фальке родился 10 апреля 1823 года в городе Ратцебурге. Приходился братом историку Якобу Фальке и дядей писателю Густаву Фальке. В 1843 году окончил университет Эрлангена — Нюрнберга. В 1856 году он был назначен секретарем германского национального музея в Нюрнберге.
В 1862 году был назначен секретарем Государственного архива в Дрездене. 
Иоганнес Фальке умер 2 марта 1876 года в городе Дрездене.

## Печатные работы
Его труды:
- «Geschichte des deutschen Handels» (Лейпциг, 1859—1860);
- «Die Hansa als deutsche See- und Handelsmacht» (Берлин, 1862);
- «Geschichte des deutschen Zollvereins» (Лейпциг, 1869);
- «Geschichte des Kurfürsten August von Sachsen in volkswirthschaftlicher Beziehung» (1868).